# Giambattista Marino
Giambattista Marino (Napulj, 18. listopada 1569. – Napulj, 25. ožujka 1625.), talijanski književnik.
Začetnik je marinizma, pjesničkog smjera kojeg karakterizira naglašena upotreba neobičnih motiva, složenih i neobičnih metafora, zvučnih figura i ponavljanja. Napisao nekoliko tisuća lirskih pjesama i veliki mitološki spjev Adonis.
Marino je bio najveći talijanski barokni pjesnik. Malo tko je bio toliko slavan i hvaljen kao on, a tako brzo zaboravljan poslije svoje smrti. Kažu da se talijanski jezik učio na francuskom dvoru kako bi se čitao Marino. Za života je bio dosta osporavan.
Rođen je 1569. u Napulju. Otac mu je bio pravnik, skromnog podrijetla i natjerao je sina da upiše pravo, ali je on napustio studij i od rane mladosti počeo pisati. Još u napuljskom periodu bio je dvorski pjesnik i to mu je bila karakteristika. Kažu da je bio posljednji dvorski pjesnik. Započinje kao sekretar u Napulju i tu upoznaje Tassa.
Bio je dva puta u zatvoru u Napulju, prvi put jer mu je djevojka s kojom je bio umrla poslije pobačaja, a po novijim tumačenjima jer je bio homoseksualac. Iz zatvora bježi 1600. i stiže u Rim gdje nastavlja ulaziti u službe moćnih ljudi. Rim je tada bio jako moćan zbog umjetnosti i pape.
Između 1601. i 1602. Marino iz Rima ide stalno u Veneciju, gdje 1602. objavljuje svoje djelo "Rime". Bio je znalac u tiskarstvu i sam se brinuo za objavljivanje svojih knjiga. 1604. ulazi u službu kardinala Pietra Aldobrandinija koji će postati papa Klement VII. i odavde započinje Marinov uspjeh.
1610. se preseljava u Torino u funkciji vojvodinog sekretara. Sljedeće je godine u savojskom zatvoru jer se vojvodi učinilo da mu se Marino ruga. Marino je tada već bio slavan u Europi i utjecajni ljudi ga brane. Iz zatvora piše pisma mnogim veleposlanicima i vojvodama. Tamo provodi 11 mjeseci i na kraju je pomilovan, ali mu se ne vraćaju ukradeni rukopisi. Sprema se dalje na put i odlazi u Francusku.
U Parizu tiska najveće djelo "Adone". Tu boravi od 1615. do 1623. godine. 1623. kada se dovoljno obogatio kreće u Italiju preko Torina i stiže u Rim gdje se zadržava. Primaju ga s počastima, a akademici se bore za njega. U svibnju 1621. stiže u Napulj gdje 1625. i umire. Ožalili su ga pjesnici koji su izjavili: "Nestalo je sunce poezije, zamrla je poezija."